# Бенгальский огонь

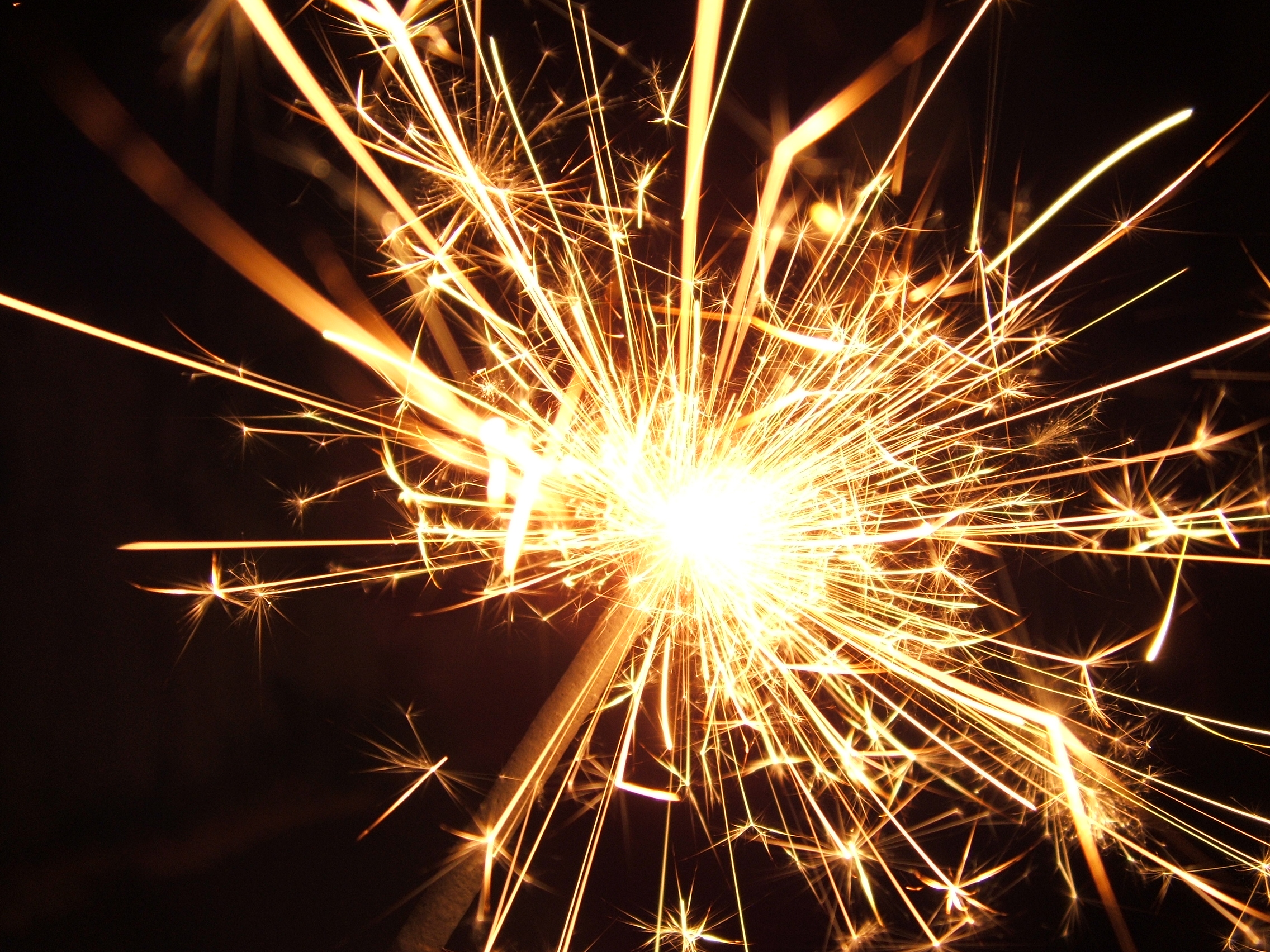
Горение бенгальского огня (температура +1100 °C)

Горение бенгальской свечи

Бенгальский огонь (калька с нем. bengalisches Feuer) — горючий состав, используемый в пиротехнике. Современный искристый бенгальский огонь содержит нитрат бария качестве окислителя, порошок алюминия или магния как горючее, декстрин или крахмал в качестве клея, а также оксидированные железные или стальные опилки для образования искр.
Бенгальские свечи состоят из кусков железной проволоки с бенгальским огнём, нанесённым на один из концов.
Особенностью бенгальской свечи является спиновый режим горения — горение происходит по спирали вокруг оси свечи. Процесс возникает из-за более высокой теплопроводности проволоки, чем у горючего материала.
Название образовано от провинции Индии — Бенгалии — где сходный состав был впервые применён для сигнализации. В прежние времена бенгальский огонь использовался в конце сценического представления, о чём пишет Л. Н. Толстой в повести «Поликушка» (1863).